# بخش بولناس
بخش بولناس (به سوئدی: Bollnäs kommun) یک ناحیه شهری در سوئد است که در شهرستان یولبوری واقع شده‌است.

## خواهرخوانده
شهرهای Nykøbing Mors، فلکیفیور، Kankaanpää، شپتون مالت و اوگره، لتونی خواهرخوانده‌های بخش بولناس هستند.